# خاندیگای شرقی
خاندیگای شرقی (روسی: Восточная Хандыга) یک رودخانه در یاقوتستان کشور روسیه است.